# 2462 Негаленнія
2462 Негаленнія (2462 Nehalennia) — астероїд головного поясу, відкритий 24 вересня 1960 року.
Тіссеранів параметр щодо Юпітера — 3,505.